# Eisfuß (Festeis)
Der Eisfuß ist in Polargebieten ein Eisgürtel an der Küste, der nicht von den Gezeiten bewegt wird, da seine Basis an oder unter der Niedrigwassermarke liegt Er bleibt als oft mehrere Meter hohe Eisstufe an der Küste zurück, wenn das restliche Küstenfesteis abgetrieben wird. Der Eisfuß bildet sich durch das Steigen und Sinken des Wasserspiegels aufgrund der Gezeiten, durch gestrandetes Meereis und das Gefrieren von Gischt. Die Oberkante des Eisfußes markiert das Niveau des höchsten erreichten Wasserstands. Wo die Küste aus steilen Felsen besteht, ist der Eisfuß relativ schmal, aber an flachen Küsten kann er sehr breit werden. In Grönland erreicht er seine mit bis zu 100 m größte Breite im Kane-Becken.
Für die Hundeschlitten der Inuit und frühe arktische Expeditionen bildete der Eisfuß eine bequeme Straße längs der Küste.